# Ketil Egge
Ketil Egge (nacido el 11 de marzo de 1950, fallecido el 26 de marzo de 1997) fue un actor, dramaturgo y director teatral noruego.
Era hijo del compositor Klaus Egge y hermano de la cantante de ópera Guri Egge, creció en Ljan en Oslo. Egge también fue portero del Bækkelaget Sportsklubb cuando ganaron el campeonato noruego de balonmano al aire libre.
Después de debutar en el Trøndelag Teater en Trondheim, donde estudiaba (1971–73), se mudó junto con su colega Finn Schau al Teatret Vårt en Molde como actor. Egge fue director (1973–76) antes de establecerse en el Rogaland Teater (1977), donde fue director (1991–94).
Antes de enfermarse y fallecer prematuramente, fue director del Den Nationale Scene en Bergen (1995–96).
Además de escribir obras de teatro, también escribió textos para revistas de humor como Dizzie Tunes, Øivind Blunck y Hege Schøyen, y dirigió revistas de Løgnaslaget en Stavanger, donde residía.
Fue presentador del programa Tre kokker en TV 2 (1992).

## Premios
- Premio de honor en el concurso nórdico de dramaturgia por la obra Møtet, Göteborgs stadsteater y Bok & Bibliotekmessen (1989)
- 3.º premio de 10 000 coronas en el concurso de dramaturgia del Consejo de Cultura de Noruega por la obra infantil "Bent" (1990)